# Eduardo Lillingston
Eduardo Fabián Lillingston García (Guadalajara, Jalisco, México; 23 de diciembre de 1977) es un exfutbolista Mexicano. Jugaba de delantero y su último equipo fue el Club Necaxa del Ascenso MX. Fue parte de la Selección Mexicana de Fútbol que participó en la Copa Mundial de Fútbol Sub-20 de 1997, desarrollada en Malasia. Tiene ascendencia Inglesa por parte de su padre. Actualmente es Director Técnico de la Selección Universitaria de fútbol de la Universidad De Guadalajara de la mano del preparador físico Eduardo Pinedo Ruan, exjugador de los Leones Negros de la Universidad de Guadalajara.

## Trayectoria
Lo debutó Juan Manuel Álvarez con Toluca en el Invierno 96, entró al minuto 60 por Rodrigo Fernández, enfrentando a Monterrey. Su primer gol fue en el Verano 97, contra Celaya. Dejó a los Diablos al terminar el Invierno 98.
Jugó con Santos en Verano 99, volvió a Toluca para militar del Invierno 99 al Invierno pico2000, otra vez con Santos del Invierno 2001 al Clausura 2003, con Atlas en el Verano 2000, con Tigres en Verano 2001, con UAG del Apertura 2003 al Clausura 2008, salió a la MLS para jugar con Chivas USA en 2009 y 2010, regresó con Estudiantes en el Clausura 2011. En Primera División disputó 308 partidos marcando 68 goles en los clubes Deportivo Toluca, Tigres de la UANL, Atlas de Guadalajara, Club Santos Laguna, Tecos de la UAG.

### Clubes
| Club              | País           | Año           | Partidos | Goles | Media |
| ----------------- | -------------- | ------------- | -------- | ----- | ----- |
| Deportivo Toluca  | México         | 1996 - 1998   | 28       | 9     | 0.32  |
| Santos Laguna     | México         | 1999          | 21       | 6     | 0.29  |
| Deportivo Toluca  | México         | 1999          | 11       | 1     | 0.09  |
| Atlas F.C.        | México         | 2000          | 12       | 3     | 0.25  |
| Deportivo Toluca  | México         | 2000          | 20       | 1     | 0.05  |
| Tigres U.A.N.L.   | México         | 2001          | 15       | 2     | 0.13  |
| Santos Laguna     | México         | 2001 - 2003   | 72       | 24    | 0.33  |
| Estudiantes Tecos | México         | 2003 - 2008   | 111      | 24    | 0.22  |
| Chivas USA        | Estados Unidos | 2009          | 25       | 8     | 0.32  |
| Club Tijuana      | México         | 2010          | 12       | 1     | 0.08  |
| Indios            | México         | 2010          | 17       | 9     | 0.53  |
| Estudiantes Tecos | México         | 2011 - 2013   | 78       | 26    | 0.33  |
| I.D. Necaxa       | México         | 2013 - 2014   | 32       | 6     | 0.19  |
| Total carrera     | Total carrera  | Total carrera | 455      | 120   | 0.26  |

## Estadísticas

### Clubes
La siguiente tabla detalla los encuentros disputados y los goles marcados en los clubes en los que ha militado.
| Deportivo Toluca · México |               |               |     |     |    |    |    |     |     |      |      |
| 1ª | 1996-97       | 8             | 2   | 6   | 5  | -  | -  | 14  | 7   | 0.5  |      |
| 1ª | 1997-98       | 16            | 2   | -   | -  | -  | -  | 16  | 2   | 0.13 |      |
| 1ª | 1999          | 8             | 0   | 3   | 1  | -  | -  | 11  | 1   | 0.09 |      |
| 1ª | 2000          | 15            | 0   | -   | -  | 5  | 1  | 20  | 1   | 0.05 |      |
| Total club | Total club    | 47            | 4   | 9   | 6  | 5  | 1  | 61  | 11  | 0.18 |      |
| C. Santos Laguna · México |               |               |     |     |    |    |    |     |     |      |      |
| 1ª | 1999          | 21            | 6   | -   | -  | -  | -  | 21  | 6   | 0.29 |      |
| 1ª | 2001-02       | 32            | 11  | -   | -  | 9  | 8  | 41  | 19  | 0.46 |      |
| 1ª | 2002-03       | 31            | 5   | -   | -  | -  | -  | 31  | 5   | 0.16 |      |
| Total club | Total club    | 84            | 22  | -   | -  | 9  | 8  | 93  | 30  | 0.32 |      |
| Atlas F.C. · México |               |               |     |     |    |    |    |     |     |      |      |
| 1ª | 2000          | 8             | 3   | -   | -  | 3  | 0  | 11  | 3   | 0.27 |      |
| Total club | Total club    | 8             | 3   | -   | -  | 3  | 0  | 11  | 3   | 0.27 |      |
| C.F. Tigres U.A.N.L. · México |               |               |     |     |    |    |    |     |     |      |      |
| 1ª | 2001          | 15            | 2   | -   | -  | -  | -  | 15  | 2   | 0.13 |      |
| Total club | Total club    | 15            | 2   | -   | -  | -  | -  | 15  | 2   | 0.13 |      |
| Tecos U.A.G. · México |               |               |     |     |    |    |    |     |     |      |      |
| 1ª | 2003-04       | 34            | 12  | -   | -  | -  | -  | 34  | 12  | 0.35 |      |
| 1ª | 2004-05       | 24            | 1   | -   | -  | -  | -  | 24  | 1   | 0.04 |      |
| 1ª | 2005-06       | 26            | 4   | -   | -  | -  | -  | 26  | 4   | 0.15 |      |
| 1ª | 2006-07       | 21            | 7   | 3   | 0  | -  | -  | 24  | 7   | 0.29 |      |
| 1ª | 2007-08       | 3             | 0   | -   | -  | -  | -  | 3   | 0   | 0    |      |
| 1ª | 2011          | 14            | 4   | -   | -  | -  | -  | 14  | 4   | 0.23 |      |
| 1ª | 2011-12       | 31            | 7   | -   | -  | -  | -  | 31  | 7   | 0.23 |      |
| 2ª | 2012-13       | 28            | 12  | 5   | 3  | -  | -  | 33  | 15  | 0.45 |      |
| Total club | Total club    | 181           | 47  | 8   | 3  | -  | -  | 189 | 50  | 0.26 |      |
| C.D. Chivas USA Estados Unidos |               |               |     |     |    |    |    |     |     |      |      |
| 1ª | 2009          | 25            | 8   | -   | -  | -  | -  | 25  | 8   | 0.32 |      |
| Total club | Total club    | 25            | 8   | -   | -  | -  | -  | 25  | 8   | 0.32 |      |
| C. Tijuana · México |               |               |     |     |    |    |    |     |     |      |      |
| 2ª | 2010          | 12            | 1   | -   | -  | -  | -  | 12  | 1   | 0.08 |      |
| Total club | Total club    | 12            | 1   | -   | -  | -  | -  | 12  | 1   | 0.08 |      |
| C.F. Indios · México |               |               |     |     |    |    |    |     |     |      |      |
| 2ª | 2010          | 17            | 9   | -   | -  | -  | -  | 17  | 9   | 0.53 |      |
| Total club | Total club    | 17            | 9   | -   | -  | -  | -  | 17  | 9   | 0.53 |      |
| C. Necaxa · México |               |               |     |     |    |    |    |     |     |      |      |
| 2ª | 2013-14       | 24            | 5   | 8   | 1  | -  | -  | 32  | 6   | 0.19 |      |
| Total club | Total club    | 24            | 5   | 8   | 1  | -  | -  | 32  | 6   | 0.19 |      |
| Total carrera | Total carrera | Total carrera | 413 | 101 | 25 | 10 | 17 | 9   | 455 | 120  | 0.26 |
| (1)Incluye datos de la Copa México, Pre Pre Libertadores (1999) e InterLiga (2007). (2)Incluye datos de la Copa Campeones CONCACAF (2002), Copa Merconorte (2000 y 2001), Pre Libertadores (2000) y Copa Libertadores (2000). |               |               |     |     |    |    |    |     |     |      |      |

## Selección nacional

### Categorías menores
Sub-20
| Mundial                                | Sede    | Resultado        | Partidos | Goles |
| -------------------------------------- | ------- | ---------------- | -------- | ----- |
| Copa Mundial de Fútbol Juvenil de 1997 | Malasia | Octavos de final | 4        | 2     |

## Palmarés

### Campeonatos nacionales
| Título        | Club             | País   | Año  |
| ------------- | ---------------- | ------ | ---- |
| Torneo Verano | Deportivo Toluca | México | 1998 |